# Калварузо (Месина)
Калварузо је насеље у Италији у округу Месина, региону Сицилија.
Према процени из 2011. у насељу је живело 433 становника. Насеље се налази на надморској висини од 117 м.